# خانه حاج میرزا حسن توتونچی
خانه حاج میرزا حسن توتونچی مربوط به سدهٔ ۱۳ ه.ق است و در اصفهان، میدان قیام، انتهای کوچه ابواسحاقیه واقع شده و این اثر در تاریخ ۱۸ آذر ۱۳۴۵ با شمارهٔ ثبت ۱۱۵۰ به‌عنوان یکی از آثار ملی ایران به ثبت رسیده است.